# Alessi (torrente)
Il torrente Alessi è un corso d'acqua della provincia di Catanzaro che nasce nelle Preserre e sfocia nel Golfo di Squillace, delimitando i comuni di Squillace (sponda idrografica sinistra) e Stalettì (sponda destra).   

## Storia

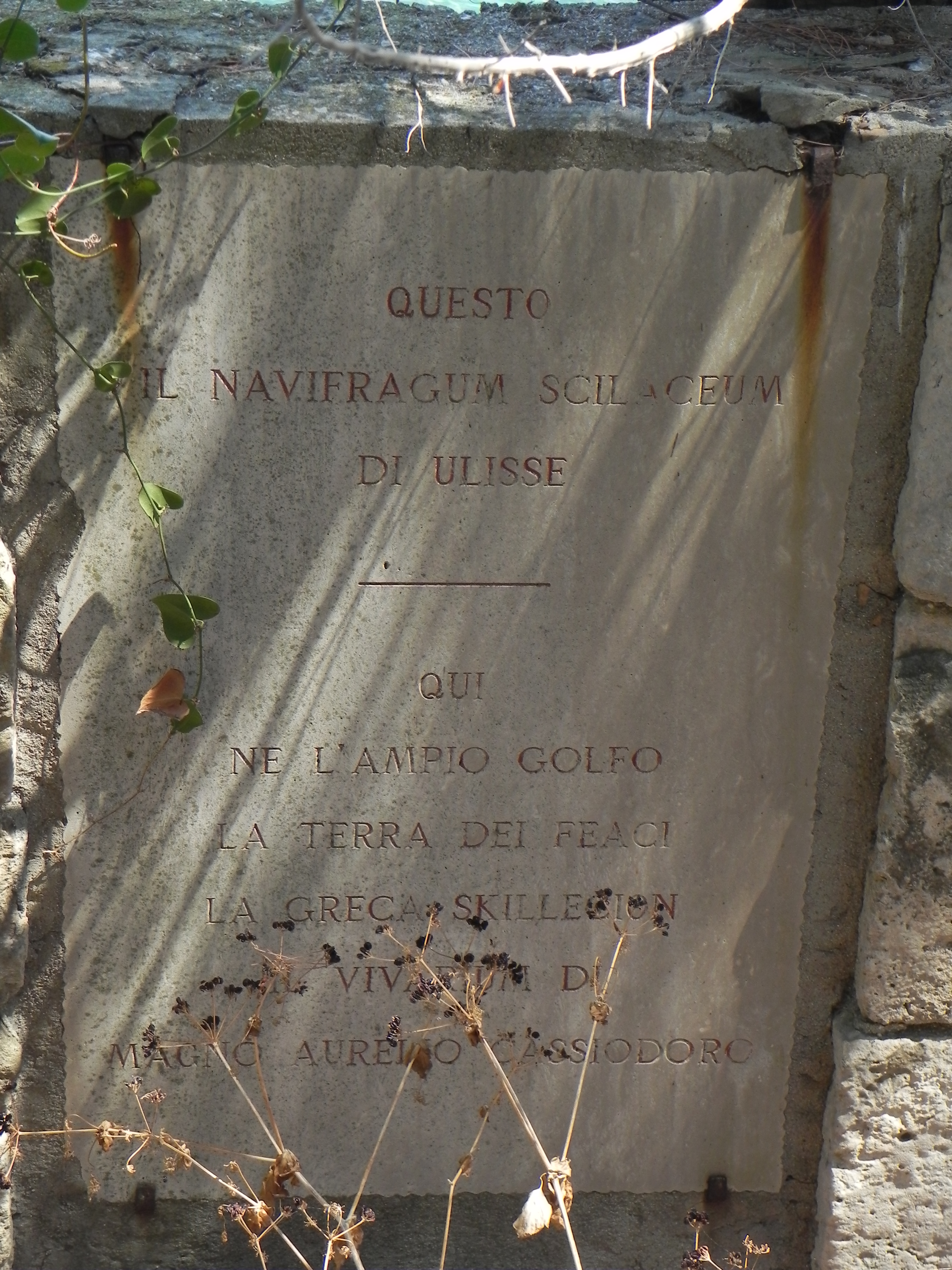
Targa che ricorda il naufragio di Ulisse nel golfo di Squillace, nella presunta terra dei Feaci.

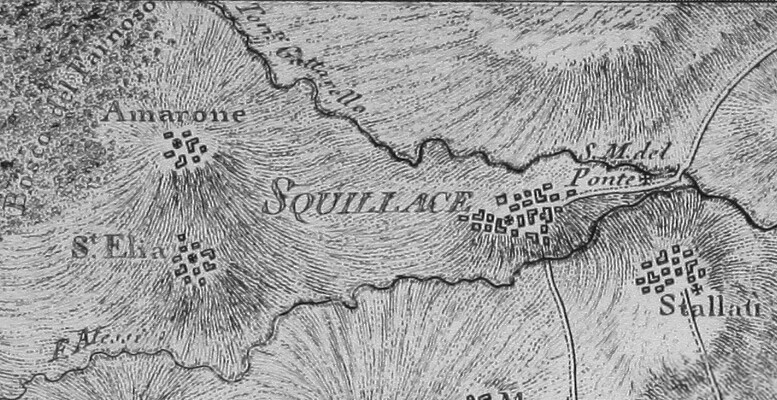
Percorso dellAlessi nell'Atlante Geografico del Regno di Napoli (1788-1812)

Anticamente era conosciuto come Pellena o Amnis Pellena. Secondo la leggenda Ulisse, durante il suo viaggio nella terra dei Feaci, avrebbe incontrato Nausicaa proprio lungo la sponda del corso d'acqua. Si ritiene anche che il Vivarium di Cassiodoro sia sorto proprio nei pressi del fiume, anche se gli storici sono in disaccordo. Sui pendii lungo il promontorio di Copanello, nei pressi della foce del torrente, sorge un'antica dimora storica nota come Casino Pepe.

## Percorso
Il fiume, lungo 18 km, ha le sue sorgenti al centro dell'istmo di Catanzaro, tra i comuni di Girifalco e Amaroni. Il corso d'acqua si incunea nel comune di Vallefiorita, attraversando il piccolo paese; nei pressi della rupe di Squillace, in corrispondenza del Santuario della Madonna del Ponte, si unisce al torrente Ghetterello, suo principale affluente. Il torrente attraversa quindi il suo tratto più placido, per poi sfociare nel mar Ionio.

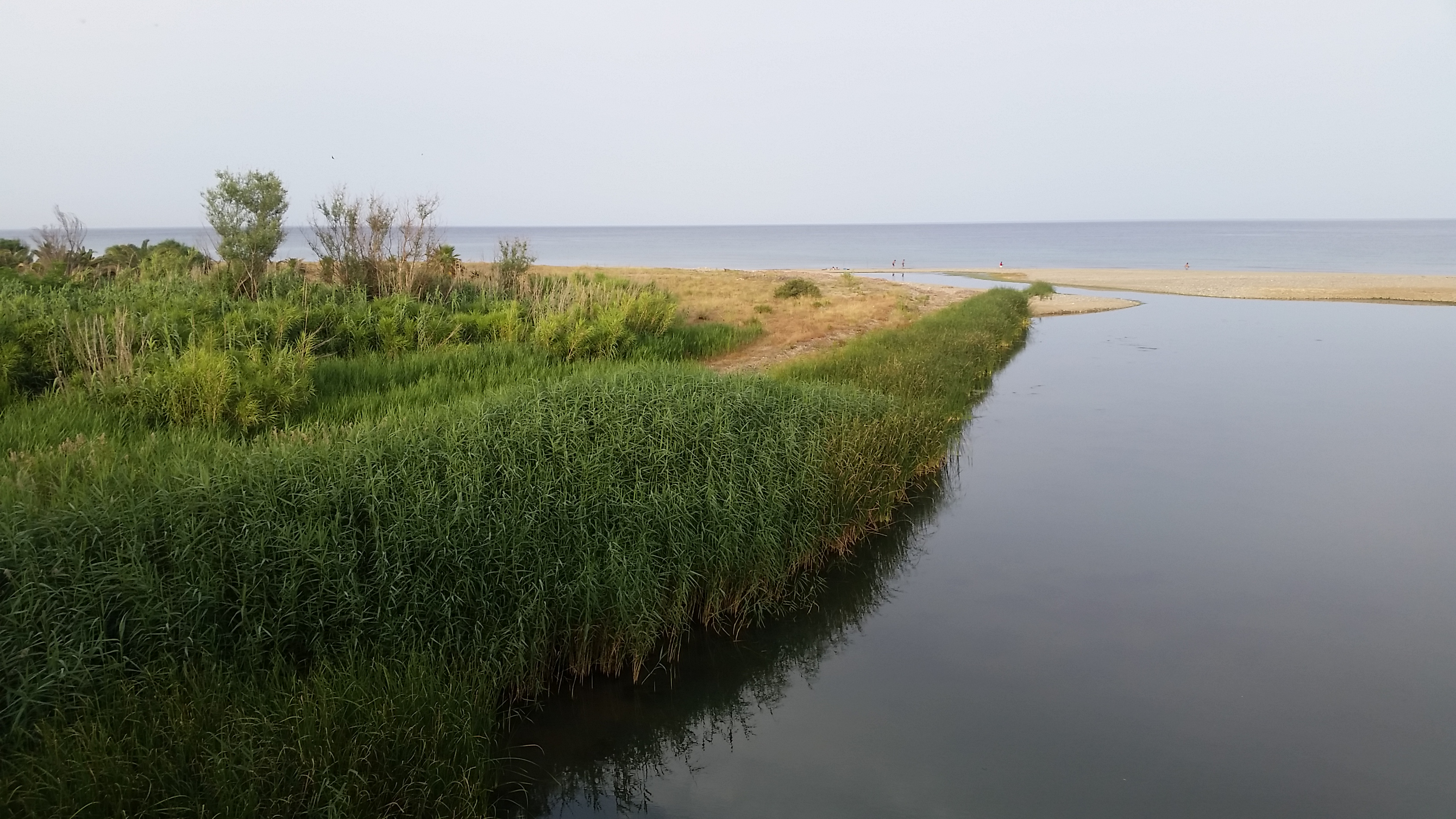
Le sponde del foce al tramonto

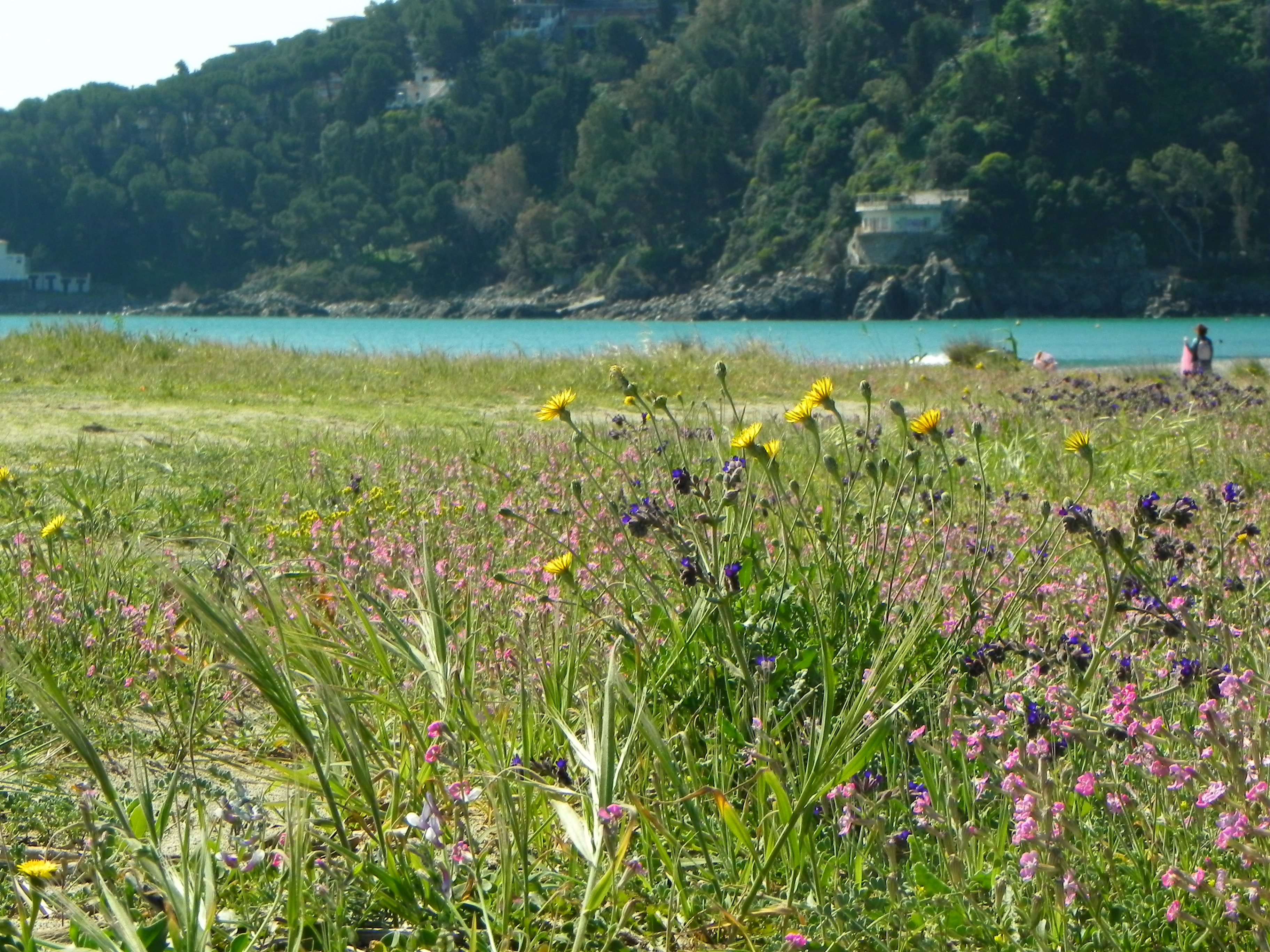
Fioritura primaverile nei pressi della foce del torrente Alessi

## La foce: flora e fauna
Le sponde più interne della foce sono colonizzate da specie ripariali arboree ed erbacee: salice bianco (Salix alba), pioppo nero (Populus nigra), ontano nero (Alnus glutinosa), cannuccia palustre (Phragmites australis), canna comune (Arundo donax), luppolo (Humulus lupulus). 
La sponda sinistra della foce, a ridosso del lungomare di Squillace Lido, ospita un interessante sistema dunale. Si rinvengono piante tipiche delle spiagge mediterranee: gramigna delle spiagge (Elymus farctus), giglio delle spiagge (Pancratium maritimum), issopo meridionale (Micromeria graeca), poligono marittimo (Polygonum maritimum), romice capo di bue (Rumex bucephalophorus), silene colorata (Silene colorata), buglossa ibrida (Anchusa undulata), carota spinosa (Echinophora spinosa), sporobolo delle spiagge (Sporobolus virginicus). 
L'avifauna è molto ricca. Sono presenti tutto l'anno: folaga (Fulica atra), gallinella d'acqua (Gallinula cholopus), gabbiano comune (Chroicochephalus ridibundus), ballerina bianca (Motacilla alba), martin pescatore europeo (Alcedo atthis). Durante le migrazioni è possibile avvistare l'airone cinerino (Ardea cinerea) e la garzetta (Egretta garzetta). Eccezionalmente hanno fatto sosta il fenicottero rosa (Phoenicopterus rhoseus) e la cicogna (Ciconia ciconia). 
Le acque della foce sono popolate da cefali (Mugil cephalus) e rospi comuni (Bufo bufo).